# Musa Cälil
Musa Cälil (pronuncia [muˈsɑ ʑæˈlil]), nome completo tartaro Musá Mostafá ulı Cälil, in russo Musa Mustafovič Zalilov o Džalilov (in russo Муса́ Муста́фович Зали́лов (Джали́лов)?; Mustafino, 15 febbraio 1906 – Berlino, 25 agosto 1944) è stato uno scrittore, poeta e partigiano sovietico di lingua tartara.
Combattente della resistenza contro i nazisti durante la seconda guerra mondiale, fu l'unico poeta sovietico distinto con l'onorificenza come Eroe dell'Unione Sovietica, per il suo coraggio personale ed adempimento meritorio nel compimento del dovere, e con il Premio Lenin per il suo ciclo I Quaderni di Moabit, ambedue conferiti postumamente, il primo concesso nel 1956 ed il secondo nel 1957.

## Primi anni
Musá Cälil era figlio di un netturbino di Mustafino. Si laureò nella madrasa di Xösäyeniä, a Orenburg. La sua prima pubblicazione furono alcuni versi rivoluzionari. Il tradizionale aruz della poesia turca, segnò i primi lavori di Cälil, i quali attribuirono al Ghisyanism, uno stile di rivolta comune nella poesia tartara al principio degli anni venti.
Nel 1919 Musá entrò clandestinamente in una cellula del Komsomol a Orenburg, quando tutta la regione stava anche in potere delle truppe bianche. Partecipò alla guerra civile russa, ma per la sua giovane età non fu inviato al fronte, ma integrò un'unità speciale dell'Armata Rossa per lottare contro bande bianche. Nel 1920 ritornò al suo villaggio nativo, dove fondò l'organizzazione giovanile filocomunista "Il Fiore Rosso". Rappresentò il Komsomol di Mustafino, nella conferenza dell'organizzazione a Orenburg.

## Fonti
- La prigione di Plötzensee, su jewishvirtuallibrary.org.
- Immagini dall'archivio di Cälil, su poesis.ru. URL consultato il 10 maggio 2011 (archiviato dall'url originale il 18 marzo 2008).